# Malapatan
Malapatan (Bayan ng Malapatan) är en kommun i Filippinerna. Kommunen ligger på ön Mindanao, och tillhör provinsen Sarangani. Folkmängden uppgår till 53 876 invånare.
Malapatan är indelat i 12 barangayer.

## Bildgalleri

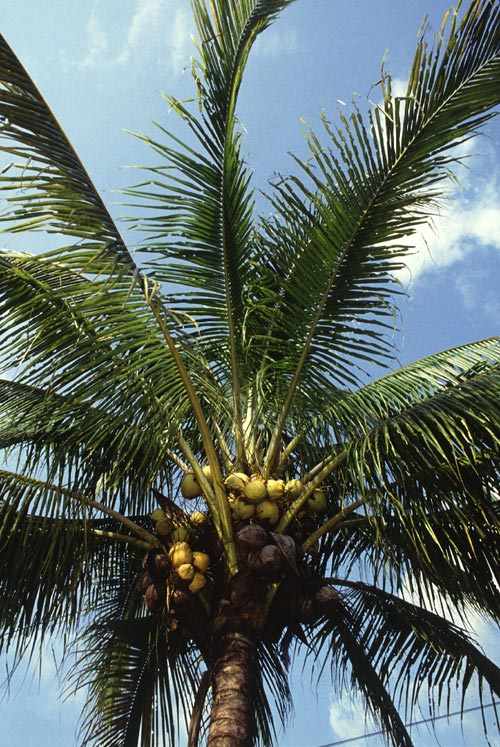